# Bobby Fuller
Bobby Fuller (nascido Robert Gaston Fuller, Baytown, Texas, 22 de outubro de 1942 - Los Angeles, Califórnia, 18 de julho de 1966) foi um cantor e guitarrista de rock and roll e surf music estadunidense.
Entre novembro de 1961 e dezembro de 1964 ele lançou um punhado de singles, dois deles assinados como Bobby Fuller and the Fanatics e um como The Shindigs.
Em 1965, com a banda The Bobby Fuller Four, ele primeiro lançou "Let Her Dance", de seu primeiro disco, KRLA King of the Wheels. Depois, com eles, gravou "I Fought the Law" (de Sonny Curtis, do The Crickets; anteriormente lançada em single por Bobby, em 1964, usando o mesmo grupo de músicos), uma música registrada em seu segundo disco, que atingiu a posição #9 na parada Hot 100 da Billboard dos EUA em março de 1966, e "Love's Made A Fool of You", que atingiu #26 em maio.
Em julho de 1966 o seu corpo, com hematomas de espancamento, asfixiado e coberto por gasolina, foi encontrado no banco da frente de seu carro, estacionado na garagem de seu apartamento em Hollywood (Los Angeles). A polícia considerou a sua morte um aparente suicídio, embora muitos ainda acreditem que tenha sido assassinado, com o envolvimento da máfia. Ele tinha 23 anos quando morreu e foi enterrado no Forest Lawn Memorial Park (Hollywood Hills).

## Discografia (singles)

### Bobby Fuller (1961 a 1964)
- 7" single, A: "You're In Love" / B: "Guess We'll Fall In Love" (1961) - Yucca Records (45-140)[4]
- 7", A: "Gently, My Love" / B: "My Heart Jumped" (1962) - Yucca Records (45-144)[17]
- 7", A: "Nervous Breakdown" / B: "Not Fade Away" (1962) - Eastwood (NO8W-0344/NO8W-0345)[18]
- 7", A: "Saturday Night" / B: "Stringer" (1963) - Todd (45-1090)[19]
- 7", A: "Wine, Wine, Wine" / B: "King of the Beach" (1964) - Exeter (EXT 122)[20]
- 7", A: "I Fought the Law" / B: "She's My Girl" (1964) - Exeter (EXT 124)[10]

### Bobby Fuller and the Fanatics (1964)
- 7" single, A: "Fool of Love" / B: "Shakedown" (1964) - Exeter (EXT 126)[5]
- 7", A: "Those Memories of You" / B: "Our Favorite Martian" (1964) - Donna (1403)[6][21]

### The Shindigs (1964)
- 7" single, A: "Wolfman" / B: "Thunder Reef" (1964) - Mustang Records (3003)[22][7]